# Balatonrendes, Veszprém
Balatonrendes  este un sat în districtul Tapolca, județul Veszprém, Ungaria, având o populație de 139 de locuitori (2011). 

## Demografie
Componența etnică a satului Balatonrendes
     Maghiari (91,27%)
     Germani (5,56%)
     Necunoscut (3,17%)
     Alții (3,17%)
Componența confesională a satului Balatonrendes
     Romano-catolici (39,57%)
     Luterani (6,47%)
     Reformați (5,76%)
     Fără religie (5,76%)
     Greco-catolici (2,16%)
     Necunoscută (40,29%)
Conform recensământului din 2011, satul Balatonrendes avea 139 de locuitori. Din punct de vedere etnic, majoritatea locuitorilor (91,27%) erau maghiari, cu o minoritate de germani (5,56%). Apartenența etnică nu este cunoscută în cazul a 3,17% din locuitori. Nu există o religie majoritară, locuitorii fiind romano-catolici (39,57%), luterani (6,47%), persoane fără religie (5,76%), reformați (5,76%) și greco-catolici (2,16%). Pentru 40,29% din locuitori nu este cunoscută apartenența confesională.